# Cameron Puertas
Cameron Puertas Castro (Losanna, 18 agosto 1998) è un calciatore spagnolo, centrocampista dell'Al-Qadisiya.

## Caratteristiche tecniche
È un centrocampista centrale,grazie alla sua buona tecnica di base è stato avanzato anche nel ruolo di trequartista. Tra le sue qualità spiccano la tecnica, la buona visione di gioco e la capacità di fornire assist per i compagni in zona goal.
Si ispira e ammira molto Iniesta e Isco, due giocatori veramente di classe palla al piede.

## Carriera

### Club

#### Losanna
Nato in Svizzera da genitori di origini spagnole, cresce nel settore giovanile del Losanna con cui debutta in prima squadra il 24 novembre 2018 in occasione dell'incontro di Challenge League vinto 5-1 contro il Winterthur. Diventa ben presto un titolare in mezzo al campo e, in quattro stagioni in Svizzera, colleziona 11 goal e 14 assist in 101 presenze.

#### Union Saint-Gilloise
Il 22 gennaio 2022 passa ufficialmente al Union Saint-Gilloise con cui firma un contratto fino al 30 giugno 2025. Diventa ben presto un titolare. Il 14 dicembre 2023 segna nella vittoria in Europa League contro il Liverpool, terminata sul risultato di 2-1 per il club belga.
Il 10 maggio 2024 vince la coppa del Belgio grazie alla vittoria per 1-0 contro l'Anversa. Ha una crescita importante nei numeri e nelle prestazioni chiudendo la stagione con un bottino di 14 goal e servendo ben 23 assist, risultando tra i migliori assist-man in Europa.

### Nazionale
Nel 2021, in virtù delle buone prestazioni con la maglia del FC Lausanne-Sport, Puertas fu considerato tra i convocabili per la nazionale Under-21 di calcio della Svizzera al Campionato europeo di calcio Under-21 2021 disputato in Slovenia e Ungheria. Tuttavia a causa di problemi relativi all'ottenimento del passaporto svizzero, tale convocazione non poté avere luogo.
Si è parlato nuovamente della possibile convocazione di Puertas per la nazionale maggiore prima del campionato europeo di calcio 2024, ma, non essendo ancora risolti i problemi relativi alla concessione della cittadinanza svizzera, tale convocazione non è stata possibile.

## Statistiche
Statistiche aggiornate al 18 agosto 2024.

### Presenze e reti nei club
| Stagione                    | Squadra                     | Campionato                  | Campionato | Campionato | Coppe nazionali | Coppe nazionali | Coppe nazionali | Coppe continentali | Coppe continentali | Coppe continentali | Altre coppe | Altre coppe | Altre coppe | Totale | Totale | Totale |
| Stagione                    | Squadra                     | Comp                        | Pres       | Reti       | Comp            | Pres            | Reti            | Comp               | Pres               | Reti               | Comp        | Pres        | Reti        | Pres   | Reti   |        |
| --------------------------- | --------------------------- | --------------------------- | ---------- | ---------- | --------------- | --------------- | --------------- | ------------------ | ------------------ | ------------------ | ----------- | ----------- | ----------- | ------ | ------ | ------ |
| 2018-2019                   | Losanna                     | ChL                         | 19         | 2          | CS              | 0               | 0               |                    | -                  | -                  |             | -           | -           | 19     | 2      |        |
| 2019-2020                   | Losanna                     | ChL                         | 26         | 1          | CS              | 3               | 0               |                    | -                  | -                  |             | -           | -           | 29     | 1      |        |
| 2020-2021                   | Losanna                     | ASL                         | 33         | 5          | CS              | 2               | 0               |                    | -                  | -                  |             | -           | -           | 35     | 5      |        |
| 2021-gen. 2022              | Losanna                     | ASL                         | 16         | 2          | CS              | 2               | 1               |                    | -                  | -                  |             | -           | -           | 18     | 3      |        |
| Totale Losanna              | Totale Losanna              | Totale Losanna              | 94         | 10         |                 | 7               | 1               |                    | -                  | -                  |             | -           | -           | 101    | 11     |        |
| gen.-giu. 2022              | Union Saint-Gilloise        | D1                          | 7+2        | 0          | CB              | -               | -               |                    | -                  | -                  |             | -           | -           | 9      | 0      |        |
| 2022-2023                   | Union Saint-Gilloise        | D1                          | 29+5       | 4          | CB              | 4               | 1               | UCL-UEL            | 2+7                | 0                  |             |             |             | 47     | 5      |        |
| 2023-2024                   | Union Saint-Gilloise        | D1                          | 30+10      | 5+6        | CB              | 4               | 0               | UEL+UECL           | 8+4                | 2+1                |             |             |             | 56     | 14     |        |
| 2024-2025                   | Union Saint-Gilloise        | D1                          | 3          | 1          | CB              | 0               | 0               | UCL                | 2                  | 0                  | SB          | 1           | 1           | 6      | 2      |        |
| Totale Union Saint-Gilloise | Totale Union Saint-Gilloise | Totale Union Saint-Gilloise | 86         | 16         |                 | 8               | 1               |                    | 23                 | 3                  |             | 1           | 1           | 118    | 21     |        |
| Totale carriera             | Totale carriera             | Totale carriera             | 180        | 26         |                 | 15              | 2               |                    | 23                 | 3                  |             | 1           | 1           | 219    | 32     |        |

## Palmarès

### Club

#### Competizioni nazionali
- Challenge League: 1

Losanna: 2019-2020
- Coppa del Belgio: 1

Union Saint-Gilloise: 2023-2024
- Supercoppa del Belgio: 1

Union Saint-Gilloise: 2024